# Dinoflagellata
Los dinoflagelados (Dinoflagellata, Dinophyta o Pyrrhophyta) son un extenso grupo de protistas flagelados, con unas 2400 especies conocidas. El nombre proviene del griego dinos, girar y del latín, flagellum, látigo, describiendo el movimiento rotatorio propio de estos organismos. Estos microorganismos son unicelulares (aunque pueden formar colonias) y forman parte del fitoplancton de agua dulce (unas 220 especies) y marino (el resto). Aproximadamente la mitad son fotosintéticos y poseen pigmentos con clorofila a y c2 y carotenoides. Al ser su nutrición principalmente autótrofa son productores primarios por lo que, junto a las diatomeas y otros grupos de fitoplancton, constituyen el nivel trófico primario en la cadena alimentaria acuática. Ciertas especies fotosintéticas como las zooxantelas son endosimbiontes de animales invertebrados como los corales, anémonas y almejas y protozoos marinos desarrollando una relación mutualista con los arrecifes coralinos. Otros son heterótrofos o mixótrofos y se alimentan de otros dinoflagelados, protozoos y diatomeas, además, algunas formas son parásitas (véase por ejemplo, Oodinium y Pfiesteria). Sus poblaciones se distribuyen en función de la temperatura, salinidad y profundidad del agua. Algunos dinoflagelados pueden emitir luz a través de la bioluminiscencia, otros son responsables de las mareas rojas y floraciones algales nocivas (FAN o bloom de algas).

## Características

Estructura de un dinoflagelado: 1-placa de la teca, 2-cíngulo con el flagelo transversal, 3-sulcus con el flagelo longitudinal.

Representación esquemática de tres especies de dinoflagelado.

### Morfología
La mayoría de los dinoflagelados tienen un tamaño entre 50 y 500 µm, por lo que se los considera parte del fitoplancton, si bien Noctiluca puede llegar hasta los 2 mm de diámetro. Son unicelulares, aunque como excepción, algunas especies pueden formar colonias o seudocolonias. El rasgo más característico de los dinoflagelados es la presencia de dos flagelos disimilares que les proporcionan movimientos característicos. Uno de ellos es ondulado y rodea la célula transversalmente, se denomina flagelo transversal y le permite un movimiento giratorio distintivo del cual proviene el nombre dinoflagelado (del griego dinos, girando). El otro está localizado en el lado posterior de forma longitudinal, funciona como timón y es responsable de su movimiento vertical, este se denomina flagelo longitudinal.
En las especies dinocontas los flagelos se alojan en dos ranuras, denominadas cíngulo, la transversal, y sulcus, la longitudinal. Los flagelos emergen de la intersección de los dos surcos. Los dinoflagelados basales tienen células desmocontas, no presentan cíngulo ni sulcos y los flagelos emergen de un poro localizado en la parte apical. En este caso, uno de los flagelos es anterior y recuerda al flagelo transversal ondulado de los dinoflagelados típicos.
Los dinoflagelados tienen una cubierta celular compleja llamada anfiesma, integrada por vesículas planas denominadas alvéolos corticales. Morfológicamente, se distinguen dos tipos de dinoflagelados: tecados y desnudos. En las formas tecadas, los alvéolos se apoyan en placas de celulosa entrelazadas que componen una especie de armadura llamada teca. La teca o cobertura de la pared celular exhibe diversas formas en la morfología externa dependiendo de la especie y a veces de la etapa del dinoflagelado. Las formas sin armadura, "atecadas" o "desnudas" tienden a ser frágiles y a deformarse fácilmente, mientras que la pared celular de los dinoflagelados armados es más rígida e inflexible. En muchas especies también se encuentran extrusomas fibrosas.

### Cloroplastos
Aproximadamente la mitad de los dinoflagelados presentan cloroplastos y los demás son heterótrofos (fagotrofos o parásitos osmotrofos). Aunque algunas especies con cloroplastos son totalmente autótrofas, la mayoría son mixótrofas, combinando la nutrición autótrofa y heterótrofa. El grupo de los dinoflagelados incluye cloroplastos procedentes de al menos de seis fuentes diferentes. Los cloroplastos de los dinoflagelados ancestrales derivan probablemente de la endosimbiosis secundaria de un alga roja. Posteriormente algunos grupos de dinoflagelados los reemplazaron por cloroplastos procedentes de otros grupos de algas mediante endosimbiosis secundarias o terciarias posteriores, incluyendo cloroplastos procedentes de Chlorophyta, Stramenopiles, Cryptophyta y Haptophyta.
Los dinoflagelados fotosintéticos típicos (del tipo peridiniales) presentan cloroplastos en forma de discos o varillas, tilacoides usualmente en grupos de tres, varios tipos de pirenoides y algunas xantofilas específicas. Los pigmentos incluyen clorofilas a y c2, peridinina (un tipo de pirenoide exclusivo de los dinoflagelados), β-caroteno y pequeñas cantidades de dinoxantina y diadinoxantina. Las distintas combinaciones de pigmentos les proporcionan una coloración amarilla, pardo amarillenta, parda, verde azul, etc. Los pirenoides se encuentran junto al cloroplasto y como productos de reserva utilizan almidón, producido en el exterior del plasto, y aceites. Los cloroplastos están rodeados por tres membranas (en algunos casos de dos), lo que sugiere que proceden probablemente de la endosimbiosis secundaria de algún alga, que por los tipos de clorofila que contienen, se supone un alga roja. 
Sin embargo, algunas especies presentan cloroplastos con diferente pigmentación y estructura, algunos de los cuales conservan un nucleomorfo. Ello sugiere que estos cloroplastos fueron incorporados por varios acontecimientos endosimbióticos que implicaban formas ya coloreadas o secundariamente descoloridas. Es decir, estos dinoflagelados reemplazaron sus cloroplastos procedentes de la endosimbiosis secundaria de un alga roja por otros procedentes de endosimbiosis secundarias o terciarias de otros tipos de algas. Estos cloroplastos presentan cuatro membranas y clorofilas a y b cuando proceden de endosimbiosis secundarias de algas verdes, y clorofilas a y c cuando proceden de endosimbiosis terciarias de otros tipos de algas. En concreto, existen cloroplastos de procedencia de los siguientes grupos:
- Algas verdes. Los dinoflagelados Lepidodinium presentan cloroplastos que se supone procedentes de algas verdes, pues contienen clorofilas a y b. Estos cloroplastos están permanentemente integrados en la célula, aunque se desconoce si algún material genético ha sido transferido desde el cloroplasto al núcleo celular.

- Diatomeas. Algunas especies de dinoflagelados, por ejemplo, Durinskia baltica, Kryptoperidinium foliaceum (Dinotrichales) y Peridinium quinquecorne, albergan diatomeas endosimbiontes casi completas, pues contienen tanto el cloroplasto como su núcleo. Esto es, son células binucleadas que contienen los núcleos del dinoflagelado y del alga verde. Esto, junto con el hecho de que existen en la naturaleza "versiones" sin cloroplasto de estas especies, sugiere que la endosimbiosis es reciente.

- Silicoflagelados. De forma similar al caso anterior, una especie de dinoflagelado, Podolampas bipes, alberga un silicoflagelado casi completo, pues contiene tanto su cloroplasto como su núcleo.

- Haptofitas. Existe un clado de dinoflagelados, incluyendo los géneros Karenia, Karlodinium y Takayama (Brachidiniales), en los cuales el cloroplasto se ha integrado completamente en la célula, pues la codificación de muchas de sus proteínas ha sido trasladada al núcleo celular del dinoflagelado. Por el contrario, la especie Dinophysis mitra es cleptoplástica, pues roba los cloroplastos de las haptofitas que ingiere.

- Criptofitas. De forma similar, muchas especies del género Dinophysis son cleptoplásticas, ingiriendo y conservando la criptofita completa o solo sus cloroplastos.

El descubrimiento de apicoplastos en los apicomplejos sugiere que los plastos de estos dos grupos se originaron de un antepasado común que realizó una endosimbiosis secundaria con un alga roja.

### Dinocarión y orgánulos celulares
Los dinoflagelados típicos presentan un núcleo de características únicas denominado dinocarión. En este tipo de núcleo, los cromosomas se fijan a la envoltura nuclear, contienen una enorme cantidad de ADN, están muy organizados, carecen de histonas al contrario que los demás eucariotas y no presentan una verdadera interfase. Esta clase de núcleo fue una vez considerado una forma intermedia entre el nucleoide de los procariontes y los núcleos verdaderos de los eucariontes y fue llamado mesocarión, pero ahora se considera una forma avanzada más que primitiva. Los dinoflagelados basales, sin embargo, presentan núcleos similares al resto de los eucariotas, mientras que en Noctilucales el dicarión está presente solo en las etapas juveniles.
La célula de los dinoflagelados contiene los orgánulos más comunes tales como el retículo endoplasmático, aparato de Golgi, mitocondrias, gránulos de lípidos y almidón y vacuolas endoplasmáticas. Además, algunos dinoflagelados, la mayoría de agua dulce, presentan una mancha ocular, un orgánulo sensible a la luz que les permiten determinan la dirección e intensidad de la luz. Dependiendo de la especie, la mancha ocular presenta diferentes tipos de organización, que va desde la más sencilla de un glóbulo libre en el citoplasma hasta un orgánulo complejo u ocelo compuesto de una lente con retinoide. Muchos dinoflagelados disponen de tricocistos que disparan filamentos mucilaginosos.
Algunas de estas características morfológicas y genéticas indican una relación cercana entre Dinoflagellata, Apicomplexa y Ciliophora, que son agrupados en Alveolata.

## Ciclo vital

Ciclo vital de un dinoflagelado: 1-fisión binaria, 2-reproducción sexual, 3-planozigoto, 4-hipnozigoto, 5-planomeiocito.

La reproducción de los dinoflagelados es principalmente asexual, que en condiciones favorables puede ser muy rápida originando poblaciones que pueden a llegar a 60 millones de individuos por litro de agua. También se da reproducción sexual. En los dinoflagelados típicos el núcleo es dinocarión durante todo el ciclo vital y son generalmente haploides. La reproducción sexual tiene lugar por fusión de dos individuos para formar un zigoto, que puede seguir siendo móvil o formar un quiste inmóvil, que más adelante experimentará una meiosis para producir nuevas células haploides. 
En un ciclo de vida típico, cuando las condiciones llegan a ser críticas, generalmente por falta de alimento o por inexistencia de luz, dos dinoflagelados se fusionarán formando un planozigoto. Este continúa su movilidad hasta que después de unos días pierde sus flagelos. A continuación tiene lugar una etapa no muy diferente de la hibernación llamada hipnozigoto. La membrana se expande abriendo la teca, el protoplasma se contrae y se forma una nueva teca más dura en el cual algunas veces se forman espinas. El quiste recién formado se deposita en el fondo marino. Cuando las condiciones vuelven a ser favorables, rompe su teca, pasa por una etapa temporal denominada planomeiocito y después retorna rápidamente a la forma dinoflagelada a principio del ciclo.

## Ecología

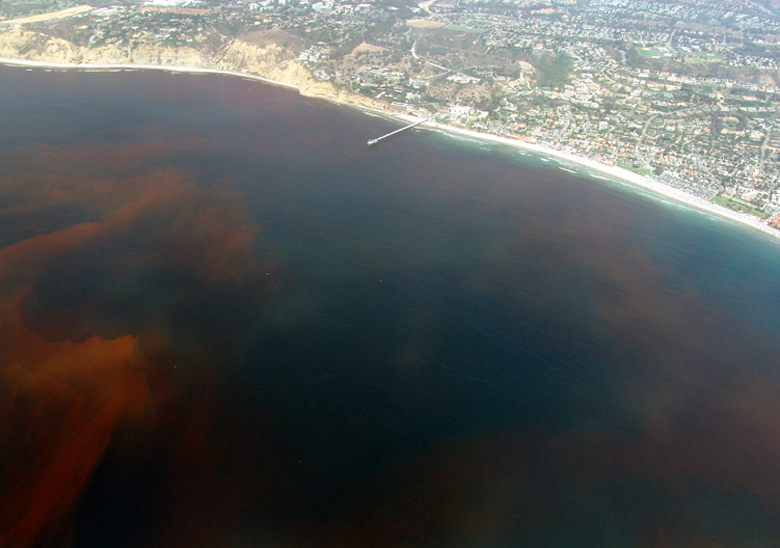
Marea roja en California.

La proliferación de los dinoflagelados junto con otras bacterias y ciliados puede llegar a ser tóxica, fenómeno que se conoce como "floraciones algales nocivas" (FAN), o puede producir cambios de color en el agua tornándola roja por la biomasa y pigmentación de estos organismos; este otro fenómeno es conocido como mareas rojas y no es tóxico. La causa de éstas puede ser natural, por factores como la salinidad, cantidad de luz, turbulencia y temperatura, pero de igual forma la actividad humana es un elemento importante en la proliferación de estos organismos en su hábitat. Uno de los procesos naturales en los que el ser humano ha intervenido y a la vez perjudicado ha sido el ciclo de nitrógeno. A causa de este se afecta la acidificación, eutrofización y proliferación de algas nocivas dentro de distintos cuerpos de agua. 
Algunas fuentes principales de nitrógeno inorgánico lo son aguas residuales sin tratamiento, infiltración en basureros, campos de cultivo, bosques quemados, emisiones a la atmósfera de combustibles fósiles y residuos de granjas de animales, estos desechos provienen de diferentes fuentes, pero terminan en un mismo lugar, en lagos, ríos y océanos. La acidificación se presenta cuando hay desbalances en el valor del pH del agua de los ríos y lagos. Entre sus efectos negativos se encuentra la disminución de la diversidad, fotosíntesis y productividad del fitoplancton, disminución en la actividad alimentaria y diversidad en animales acuáticos. Al ser afectados estos productores primarios y consumidores de la cadena alimentaria en el ecosistema acuático se afectan los eslabones, se desequilibran los niveles tróficos de esta cadena y se pone en riesgo todo el ecosistema acuático. 
Una gran acumulación de fósforo y nitrógeno en los cuerpos de agua, los cambios climáticos, el aumento en la radiación ultravioleta son otros factores por los que se producen estas floraciones, ya que estos elementos promueven su desarrollo y mantenimiento. Las toxinas de los dinoflagelados podrían ser producidas a través de simbiosis con bacterias, selección natural, reservas de nitrógeno, metabolitos secundarios, como mecanismos de defensa o competencia. Las FAN tienen una gran importancia ecológica, ya que los animales que se alimentan de estos microorganismos tóxicos, se intoxican, enferman, mueren y transmiten el tóxico a través de la cadena alimentaria que a su vez afecta a los humanos que ingieran estos organismos contaminados, reducen el oxígeno disuelto en el agua y causan la muerte de cientos de peces y corales. De igual manera, tienen una gran importancia social, ya que constituyen una amenaza a la salud de las personas, la economía, el turismo, la pesca y la acuicultura.
En términos de salud, las personas pueden sufrir diferentes intoxicaciones como la intoxicación paralizante por moluscos, intoxicación diarreica por moluscos, intoxicación neurotóxica por moluscos y intoxicación amnésica por moluscos o ciguatera o veneno ciguatérico de pescado, y a consecuencia de éstos, algunos efectos y síntomas que pueden presentar son cuadros neuróticos, parestesia bucal, dolor abdominal, cefalea, alteración del pulso, insuficiencia respiratoria, paros cardiorrespiratorios y hasta la muerte. La pesca se ve afectada, ya que los peces y otros animales están contaminados, el turismo disminuye, ya que las facilidades recreativas no están en condiciones saludables y la economía se ve afectada por ambos elementos y muchos más. Debido a la intensidad de ocurrencias de las floraciones algales nocivas mundialmente, se han creado distintas organizaciones nacionales e internacionales dedicadas a la investigación, manejo y prevención de dicho fenómeno. Su estudio es de gran importancia y aportación al conocimiento científico, al desarrollo de métodos, herramientas, modelos, pronósticos y tecnologías en los programas de investigación. 
Debe tenerse en cuenta que no todas las floraciones de dinoflagelados son peligrosas. Los parpadeos azulados visibles en el agua del océano por la noche son producidos a menudo por las floraciones de dinoflagelados bioluminescentes, que emiten ráfagas cortas de luz como mecanismo de defensa.

## Fósiles

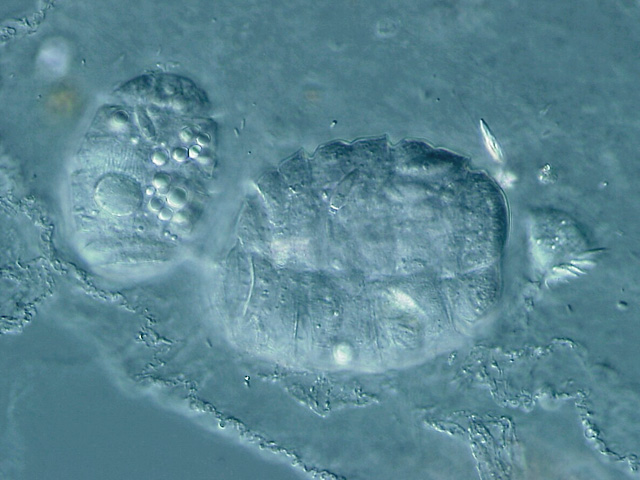
Fósiles de Polykrikos (Dinoflagelado, izquierda) y Strombidium (Ciliado, derecha).

Los fósiles más antiguos de dinoflagelados corresponde a acritarcos que datan del Mesoproterozoico hace 1500-1200 millones de años y se conocen como Shuiyousphaeridium y Dictyosphaera. Ambos presentan dinoesteranos como biomarcador. Posteriormente aparecen quistes de dinoflagelados que se encuentran como microfósiles a partir del período Triásico hace 245-208 millones de años, aumentando su número y diversidad y formando una parte importante de la microflora marina del Jurásico medio, aunque se encuentran restos químicos de dinosporina (sustancia que compone a los dinoflagelados) en rocas del Silúrico. La presencia de dinoesteranos, un esterol mayormente asociado con los dinoflagelados, sustenta una radiación Mesozoica de estos microorganismos, lo cual muestra que hubo un aumento dramático entre el Periodo Pérmico y el Cretáceo (Hackett et al., 2004) hasta el día de hoy. Puesto que ciertas especies se adaptan a distintas condiciones del agua superficial, estos fósiles se pueden utilizar para reconstruir las condiciones superficiales oceánicas.

## Clasificación
La clasificación de los dinoflagelados es difícil y comprende cinco clases, de las cuales, las tres primeras son basales o constituyen linajes altamente divergentes y a veces se clasifican aparte. Los grupos basales presentan un núcleo celular similar al resto de los eucariotas. Los dinoflagelados típicos con dinocarión pertenecen a la clase Dinophyceae y en menor medida a Noctiluciphyceae.
- Ellobiopsea. Comprende organismos marinos o de agua dulce, principalmente ectoparásitos de crustáceos, que constituyen un linaje divergente separado de los grupos principales de los dinoflagelados. Son multinucleados y presentan una raíz absorbente que penetra en el interior del huésped y estructuras reproductivas que sobresalen o se pegan al caparazón del huésped.[15]

- Oxyrrhea. Comprende únicamente Oxyrrhis, una forma marina predadora y fagotrofa con un plasto vestigial, que no presenta cíngulo ni sulcus, pero presenta dos flagelos, uno de los cuales está insertado lateralmente. Constituye un linaje independiente, separado tempranamente del resto de los dinoflagelados.[16]

- Syndiniophyceae. Incluye a los denominados provisionalmente grupos I y II de alveolados marinos.[17] Son organismos exclusivamente parásitos intracelulares o endosimbióticos de animales marinos y protozoos. Se caracterizan por presentar un núcleo que nunca es dinocarión, por la ausencia de teca y un flagelo insertado lateralmente.

- Dinophyceae. Es la línea principal que incluye todos los dinoflagelados fotosintéticos típicos, además de otros más inusuales, tales como coloniales, ameboides o parásitos extracelulares que afectan a una gran variedad de organismos: protozoos, algas, invertebrados y peces. Se caracterizan por presentar un núcleo dinocarión durante todo el ciclo vital, dominado por la fase haploide.

- Noctiluciphyceae. Son marinos, de gran tamaño (hasta 2 mm), altamente vacuolados y carecen de cloroplastos. Algunos pueden contener algas verdes simbientes y otros se alimentan de plancton. Este grupo difiere de la mayor parte de los demás en que la célula madura es diploide y en que el núcleo es dinocarión solo durante parte de su ciclo vital.[18]

## Filogenia
Las relaciones son las siguientes:

|  | Oxyrrhea    |
|  |             |
|  | Syndiniales |
|  |             |

|  | Noctiluciphyceae |
|  |                  |
|  | Dinophyceae      |
|  |                  |

|  | Oxyrrhea    |
|  |             |
|  | Syndiniales |
|  |             |

|  | Noctiluciphyceae |
|  |                  |
|  | Dinophyceae      |
|  |                  |

|  | Oxyrrhea    |
|  |             |
|  | Syndiniales |
|  |             |

|  | Noctiluciphyceae |
|  |                  |
|  | Dinophyceae      |
|  |                  |

|  | Oxyrrhea    |
|  |             |
|  | Syndiniales |
|  |             |

|  | Noctiluciphyceae |
|  |                  |
|  | Dinophyceae      |
|  |                  |

## Galería

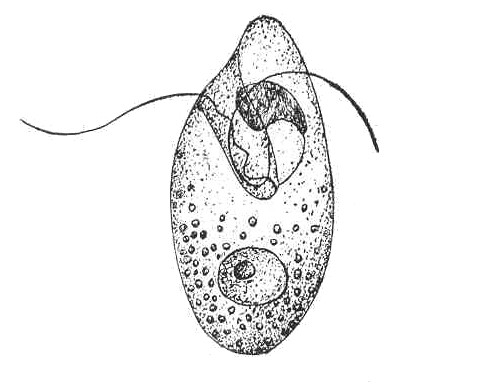
Oxyrrhis marina (Oxyrrhea)
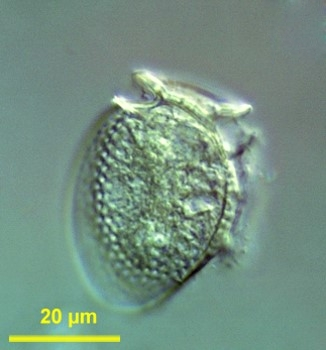
Dinophysis acuminata (Dinophyceae)
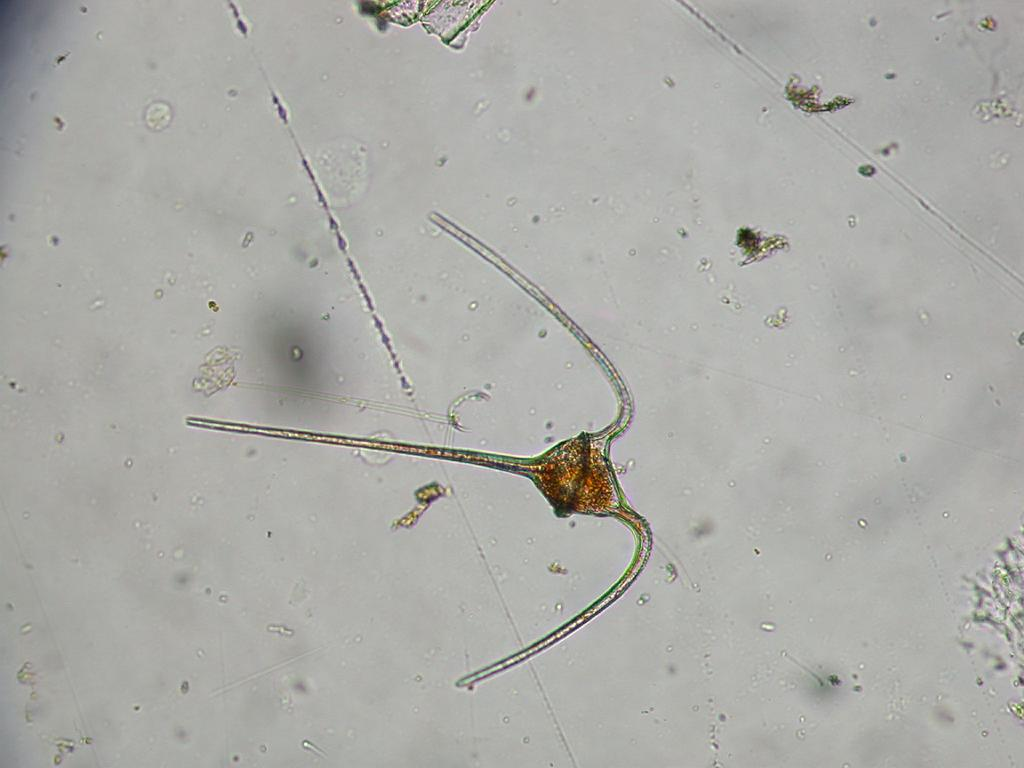
Ceratium macroceros (Dinophyceae)
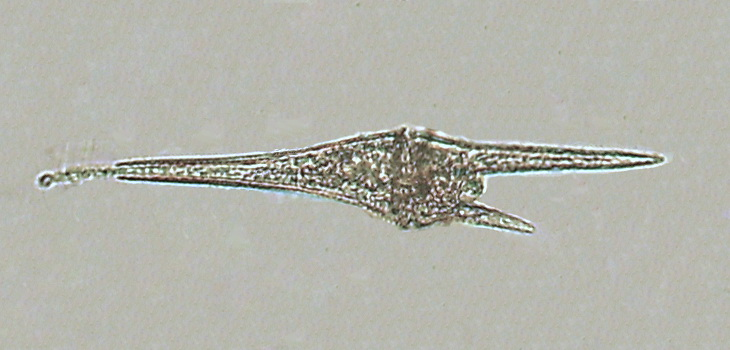
Ceratium furcoides (Dinophyceae)
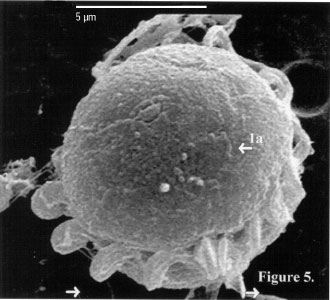
Pfiesteria shumwayae (Dinophyceae)
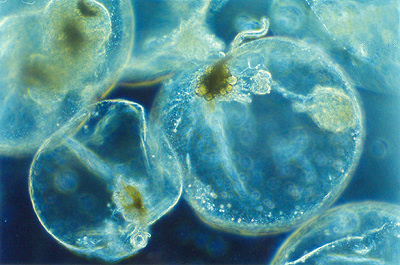
Noctiluca scintillans (Noctiluciphyceae)